# Helsingfors stadsvapen

Helsingfors vapen

Helsingfors stadsvapen är stadsvapen för Finlands huvudstad Helsingfors. Vapnet skapades för staden som sigillbild 1639, under drottning Kristinas regeringsperiod, i samband med att staden flyttades från mynningen av Vanda å till Sörnäsudden. Ett tidigare sigill för staden innehöll en fiskstjärt, ett motiv som sedan har tagits upp i Vanda stadsvapen. Helsingfors vapen fick en modernt formulerad blasonering genom ett beslut av inrikesministeriet 1951, som åtföljdes av en exempelbild av vapnet tecknad av A.W. Rancken.
Blasoneringen lyder: "I blått fält en båt av guld flytande på en medelst en vågskura bildad stam av silver; båten ovanför åtföljd av en krona av guld".
Helsingfors har en flagga, men använder oftare en vimpel i blått och vitt med stadsvapnets motiv tvärställt närmast stången (likt en kyrkfana). Vimpeln syns på sina håll runt om i staden.